# Следователь (фильм)
«Следователь» (англ. The Investigator) — телевизионная биографическая драма 1997 года режиссёра Криса Оксли.

## Сюжет
До 1994г. гомосексуализм был уголовным преступлением в британских вооруженных силах, виновников жестоко наказывали.
1989 г. Кэролайн Майер — сержант Королевской военной полиции, дислоцированной в Северной Ирландии. Её работа заключается в выявлении лесбиянок в армейской среде. У неё 12-летний стаж службы, безукоризненный послужной список и огромный «скелет в шкафу» — она сама относится к женщинам, которых должна находить и передавать военному суду. Она лесбиянка.

## В ролях
- Хелен Баксендейл
- Лора Фрейзер
- Йен Берфилд
- Анна Болт
- Шон Джилдер
- Зара Тернер
- Кристофер Фулфорд[англ.]
- Николас Айронс
- Эмили Рэймонд

## Съёмочная группа
- Режиссёр: Крис Оксли
- Продюсер: Дэвид Грин
- Сценарист: Барбара Мачин

## Интересные факты
Фильм основан на реальных событиях[каких?].